# Бифора лучистая
Бифора лучистая, или Двойчатка лучистая (лат. Bifora) — вид однолетних травянистых растений рода Бифора семейства Зонтичные.

## Распространение и экология
Произрастает в Средиземноморье, Малой Азии, Иране, Крыму, Причерноморье, на Кавказе, как заносное — в Средней Европе и Северной Америке.
Теплолюбивое растение. Любит азотсодержащую, щелочную (солонцеватую) почву.

## Ботаническое описание
Однолетнее травянистое растение высотой 10—25 см, редко до 60 см, с тонким веретеновидным корнем.
Стебель простой, голый, гранисто—бороздчатый, почти от основания ветвистый, на узлах слегка коленчато-изогнутый.
Листья также голые, дважды-трижды перисто-рассечённые, верхние — сидячие с небольшими плоскими влагалищами и с нитевидными или волосовидными дольками, нижние листья черешковые с линейными, острыми, цельнокрайными долями. Черешки листьев цилиндрические и сверху желобчатые.
Соцветие — сложный зонтик. Зонтики с 3—8 тонкими голыми до 2,5 см длины лучами, обертка отсутствует или она однолистная. Зонтички 7—9 цветковые, краевые цветки обоеполые, увеличенные, внутренние — тычиночные, более мелкие, лепестки белые, оберточки односторонние с 2—3 шиловидно-нитевидными листочками.
Плоды как при основании, так и на верхушке выемчатые, похожие на два спаянных боком шарика, зеленовато—коричневые с тёмно—коричневыми полосами, покрыты мелкими, ровными бородавочками, 3 мм длиной, 6 мм шириной. Семена бледно—жёлтые, 2,5 мм длиной, 2 мм шириной, прорастают с глубины не более 12 см.
Цветёт в мае-июне. Плоды созревают в июне-июле.

## Химический состав растительного сырья
Растение содержит высший алифатический углеводород житатриаконтан, полиацетиленовые соединения, эфирное масло, флавоноиды (кверцетин, кемпферол). В плодах обнаружен флавоноид рутинозид, в составе которого петрозелиновая, пальмитиновая, стеариновая, олеиновая, линолевая и линоленовая кислоты.

## Применение
Применяются местным населением как пряная приправа к пище, листья — как острый салат.
Настой листьев пьют при гепатите, наружно свежие листья используют при нарывах и болезнях кожи.
Засоряет, главным образом, яровые посевы. Является специфическим засорителем кориандра, от плодов которого практически не отделяется, примесью своих плодов портит качество получаемого из кориандра эфирного масла. Защитные мероприятия — тщательная основная и предпосевная обработки почвы.